# Підземне сховище газу Муреш
Підземне сховище газу Муреш – об’єкт румунської нафтогазової інфраструктури, розташований у центральній частині країни – Трансильванії. 
Сховище, яке ввели в експлуатацію у 2002 році, створили на основі виснаженого газового родовища. 
Наразі активний об’єм ПСГ Муреш становить 300 млн м3, а технічно можливий добовий відбір складає 2 млн м3 при такому саме рівні закачування.
Сховище знаходиться у головному газовидобувному районі країни, сполученому з іншими регіонами бідирекціональними газотранспортними коридорами Трансильванія – Захід, Трансильванія – Північ, Трансильванія – Схід та Трансильванія – Південь.
Власником сховища є компанія Depomures, котра належить французькому інвестору ENGIE (59%) та місцевій компанії Romgaz (40%).